# Tour Manhattan
O Tour Manhattan (conhecido como Tour CB18) é um arranha-céu de escritórios em Courbevoie, em La Défense, o distrito comercial da área metropolitana de Paris. 
Construída em 1975, com 110m de altura, a Tour Manhattan é a primeira torre de La Défense que não tem formato de paralelepípedo, mas cuja silhueta é curva. Na verdade, os locais previstos no plano de 1964 para duas torres das primeiras gerações (como 24 m × 42 m) acabaram por ser utilizados para a construção de uma única torre, o que explica a sua forma original. Foi construído pelo grupo Cogedim.